# 岡部嶺男
岡部 嶺男（おかべ みねお、1919年10月3日 - 1990年9月4日）は、日本の陶芸家。

## 人物
愛知県瀬戸市出身。加藤唐九郎の長男。 1937年（昭和12年）、愛知県立瀬戸窯業学校卒。1940年（昭和15年）、東京物理学校中退。主な受賞歴に、日展特選・北斗賞、プラハ国際陶芸展グランプリ、日本工芸会奨励賞など。「岡部嶺男青磁」と呼ばれる独特な作風で知られた。
旧姓は加藤。父の唐九郎とは不和で、永仁の壺事件によって決裂し、のちに妻の実家の姓である岡部姓を名乗るようになった。